# سانشو جارسيا
سانشو جارسيا (بالإسبانية: Sancho Gracia)‏ هو ممثل إسباني، ولد في 27 سبتمبر 1936 بمدريد في إسبانيا، وتوفي بنفس المكان في 8 أغسطس 2012 بسبب سرطان الرئة.

## وصلات خارجية
- سانشو جارسيا على موقع IMDb (الإنجليزية)
- سانشو جارسيا على موقع ألو سيني (الفرنسية)
- سانشو جارسيا على موقع تيرنر كلاسيك موفيز (الإنجليزية)
- سانشو جارسيا على موقع أول موفي (الإنجليزية)
- سانشو جارسيا على موقع قاعدة بيانات الأفلام السويدية (السويدية)
- سانشو جارسيا على موقع قاعدة بيانات الفيلم (الإنجليزية)
- سانشو جارسيا على موقع كينوبويسك (الروسية)